# 哈洛
哈洛是英格蘭埃塞克斯郡西部的一個城鎮和地方政府區。它於1947年成立為新市鎮，坐落於埃塞克斯郡與赫特福德郡的邊界上，佔據了斯托特河谷（該河可通航至其他城鎮）上游南岸的大片土地，並在其水磨坊附近設有一條運河。哈洛是一個計劃新市鎮，2011年人口普查時，哈洛有人口81,944人。
老哈洛是一座歷史悠久的村莊，始建於中世紀早期，其高街的大部分建築都是早期維多利亞風格的住宅建築，大部分已被納入保護區受到保護。老哈洛有一片名為哈洛伯里的田野，這是一處廢棄的修道院區，其中保留著一座教堂的遺址，該教堂已被列為古蹟。 M11高速公路穿過該鎮東部。哈洛擁有自己的商業和休閒經濟。它是倫敦通勤帶的外圍部分，也是 M11 走廊的就業中心，沿走廊往北可抵達劍橋和倫敦斯坦斯特德機場。

## 歷史
老哈洛於末日審判書已經出現，其超過300年歷史的磨坊現已成為一間餐廳。除此之外，老哈洛仍有不少古建築保留至今，包括建於中世紀、於1950年7月5日被列為2級登錄建築的聖瑪莉教堂。它的前身是一座小教堂，位於曾經是哈洛伯里修道院一部分的一片田野中，已經處於荒廢狀態。該修道院遺址已被列為一級登錄建築，並被列為在冊古蹟。位於老哈洛的哈洛磨坊火車站於1842年隨著倫敦至畢曉普斯托福德的鐵路通車而啟用。此外，加拿大紐芬蘭紀念大學哈洛分校區亦是位於老哈洛，校區於1969年落成。

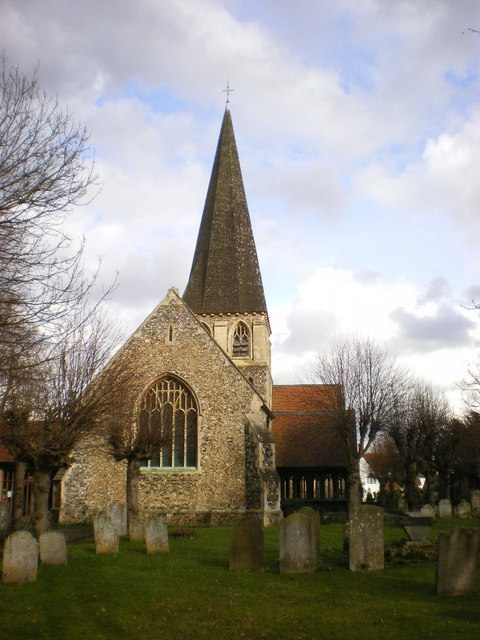
位於老哈洛的聖瑪莉教堂
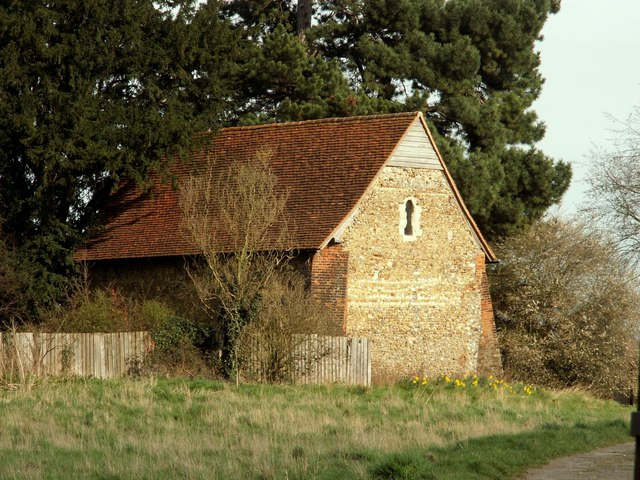
哈洛伯里教堂是哈洛鎮內最古老的建築，已被列為一級登錄建築，並被列為在冊古蹟[7]。
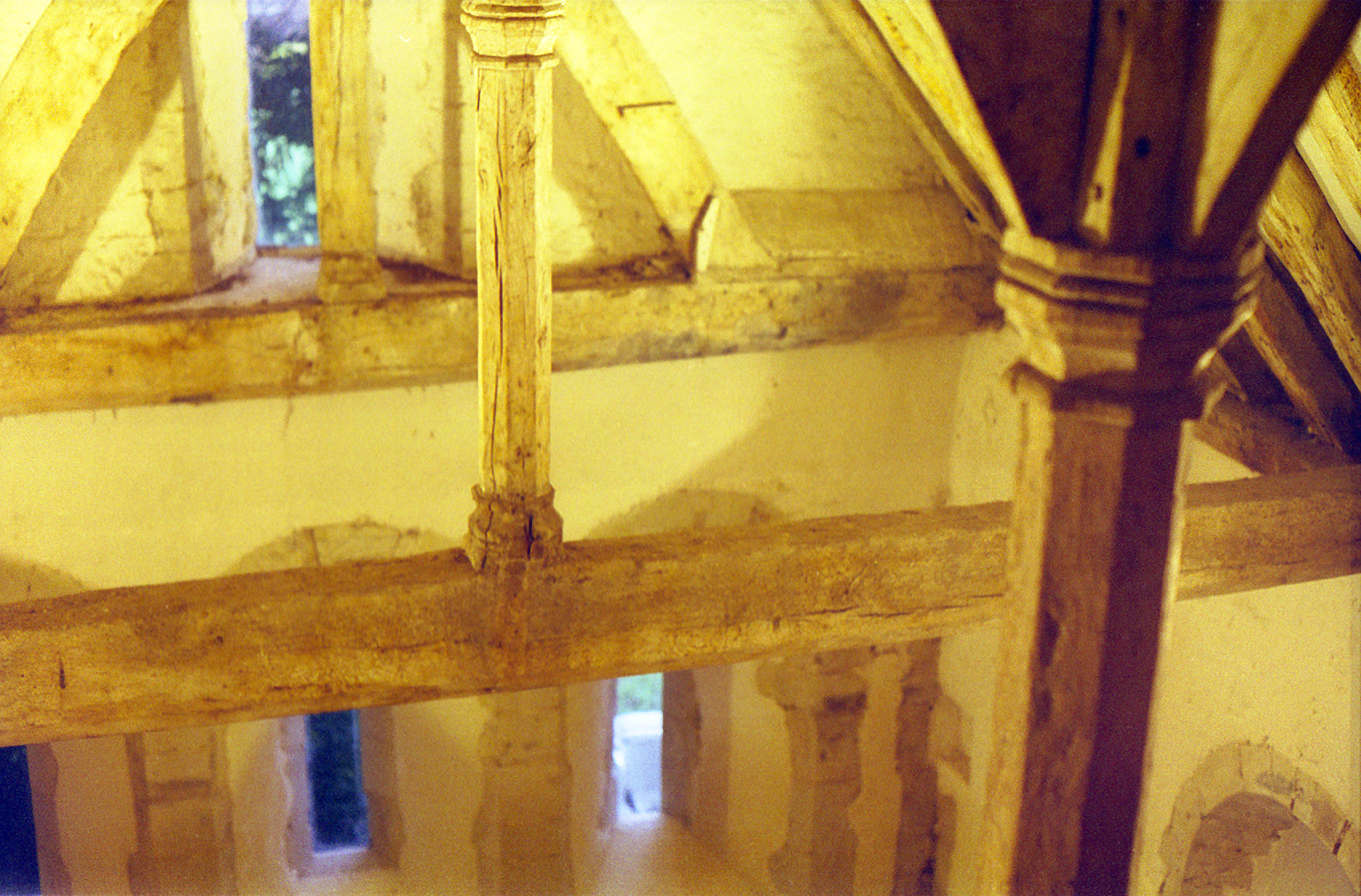
哈洛伯里教堂內一道建於12世紀的橫梁
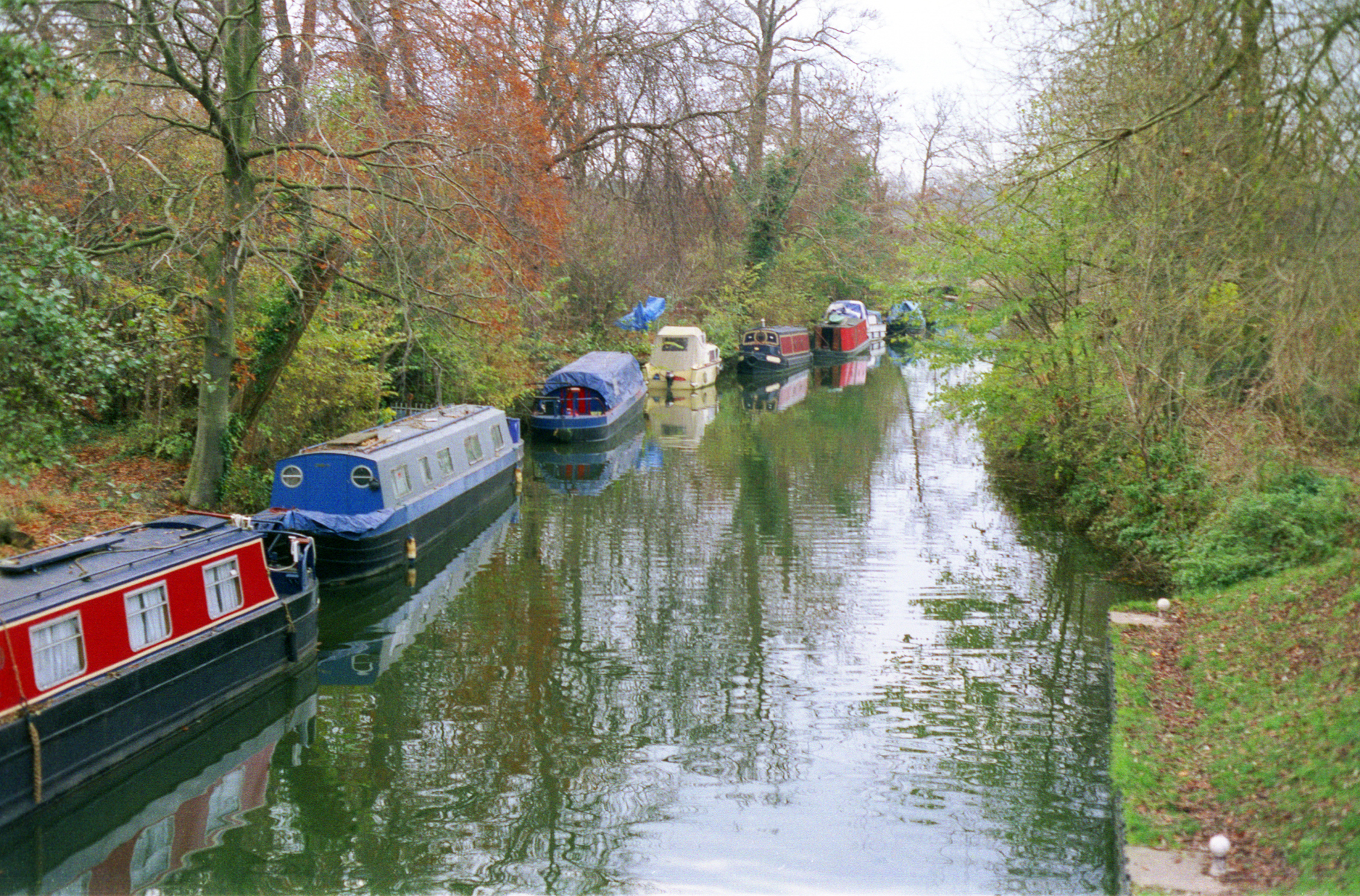
鄰近老哈洛的一段斯托特河運河
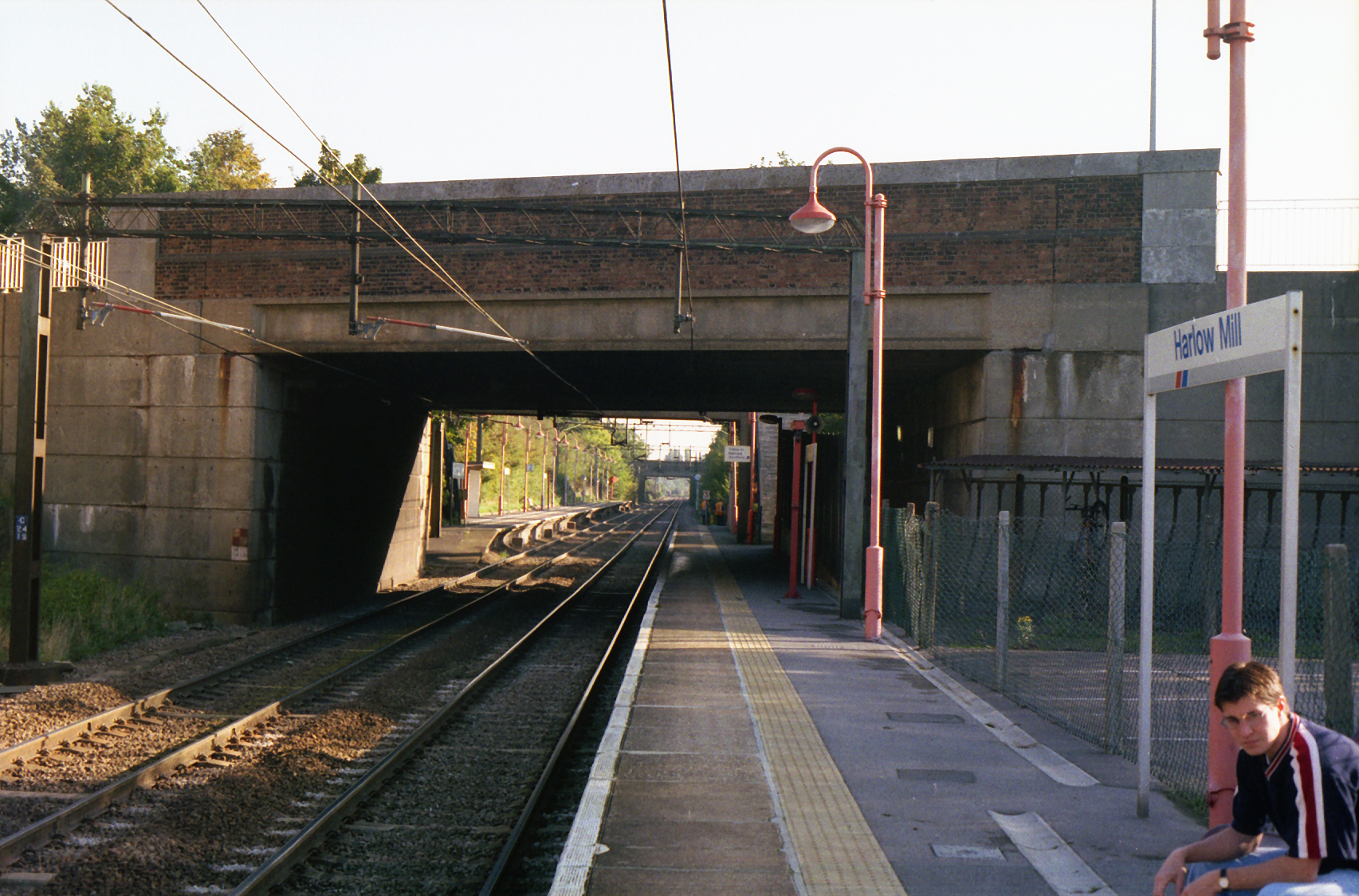
哈洛磨坊火車站
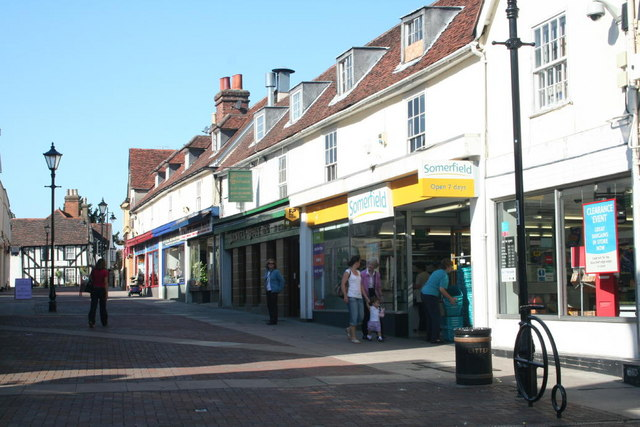
老哈洛高街

哈洛是圍繞既有村莊建造的幾個城鎮之一； 1947 年 3 月 25 日，它被指定為新市鎮。它是根據 1946 年《新城法》建造的幾座新城之一，該法在第二次世界大戰後通過，旨在緩解倫敦及其周邊地區因倫敦大轟炸造成的破壞而造成的過度擁擠。其他戰後新城鎮包括巴西爾登、斯蒂夫尼奇和赫默爾亨普斯特德。老哈洛原本會座落在哈洛新市鎮的中心區域，但由於拆遷工程量和農業用地損失過多，因此新市鎮改為建設在老哈洛西南側。新市鎮上的首座教堂是法蒂瑪聖母教堂，為一座天主教堂區教堂，於1960年落成，現已被列為2*級登錄建築，英格蘭歷史遺產保護局形容該教堂是一座引人注目的現代主義建築。該教堂曾被英國電子音樂團體化學兄弟用作1998年其一張專輯的封面。
哈洛擁有全英國最大的自行車道網路之一，該網絡將鎮的所有區域與市中心和工業區連接起來。自行車網絡主要由原有的舊鎮道路組成。該鎮當局建造了英國第一個行人專用區和第一座現代風格的住宅大廈「草坪」（The Lawn）。該住宅大廈於 1951 年建成，現在它是一座2級登錄建築。從 1894 年到 1955 年，哈洛教區是埃塞克斯郡埃平鄉區的一部分。從 1955 年到 1974 年，哈洛是一個市區。 1974 年 4 月 1 日，該教區和市區被廢除，成為一個非教區地區。
鎮中心及其周邊的許多購物設施，以及鎮上許多原有的建築物都經歷了大規模的重建。隨後，鎮上的許多原有建築，包括大部分健康中心、Staple Tye 購物中心和許多工業單位都進行了重建。原本於1858年落成、曾成為當地地標的哈洛鎮政廳也於 2000 年代被拆除，由哈洛市民中心及購物區所取代。
2021 年，哈洛區議會提議將倫敦地鐵中央線從埃平東延至哈洛。該議會認為此舉將減少前往埃平和倫敦的旅行時間，並有助該鎮增加 19,000 套新住宅、將人口擴大到 13 萬人。然而，這項擬議的延線尚未得到任何資金撥款。
2022年9月11日，查爾斯三世於哈洛市民中心的露台宣佈登基。

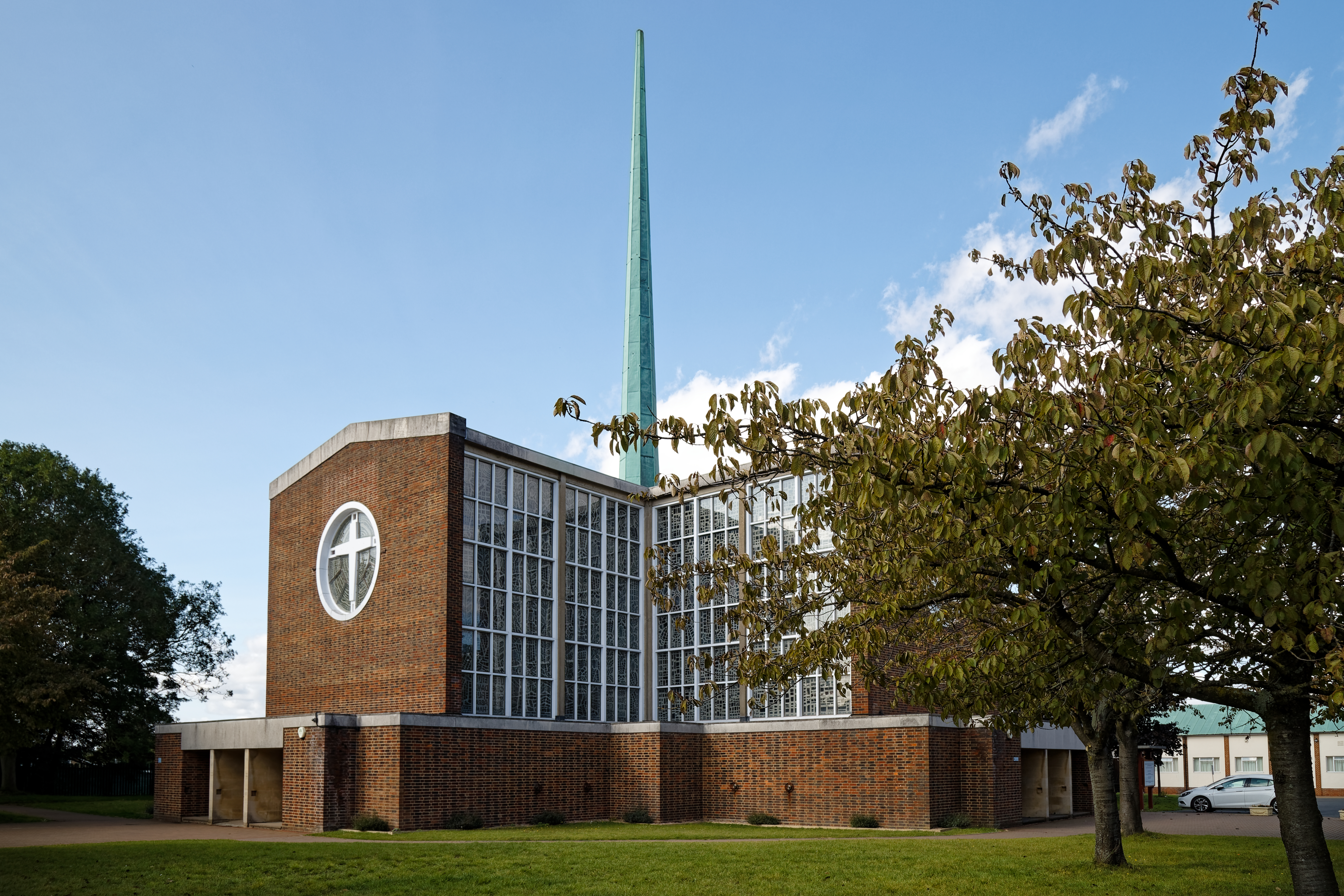
法蒂瑪聖母教堂
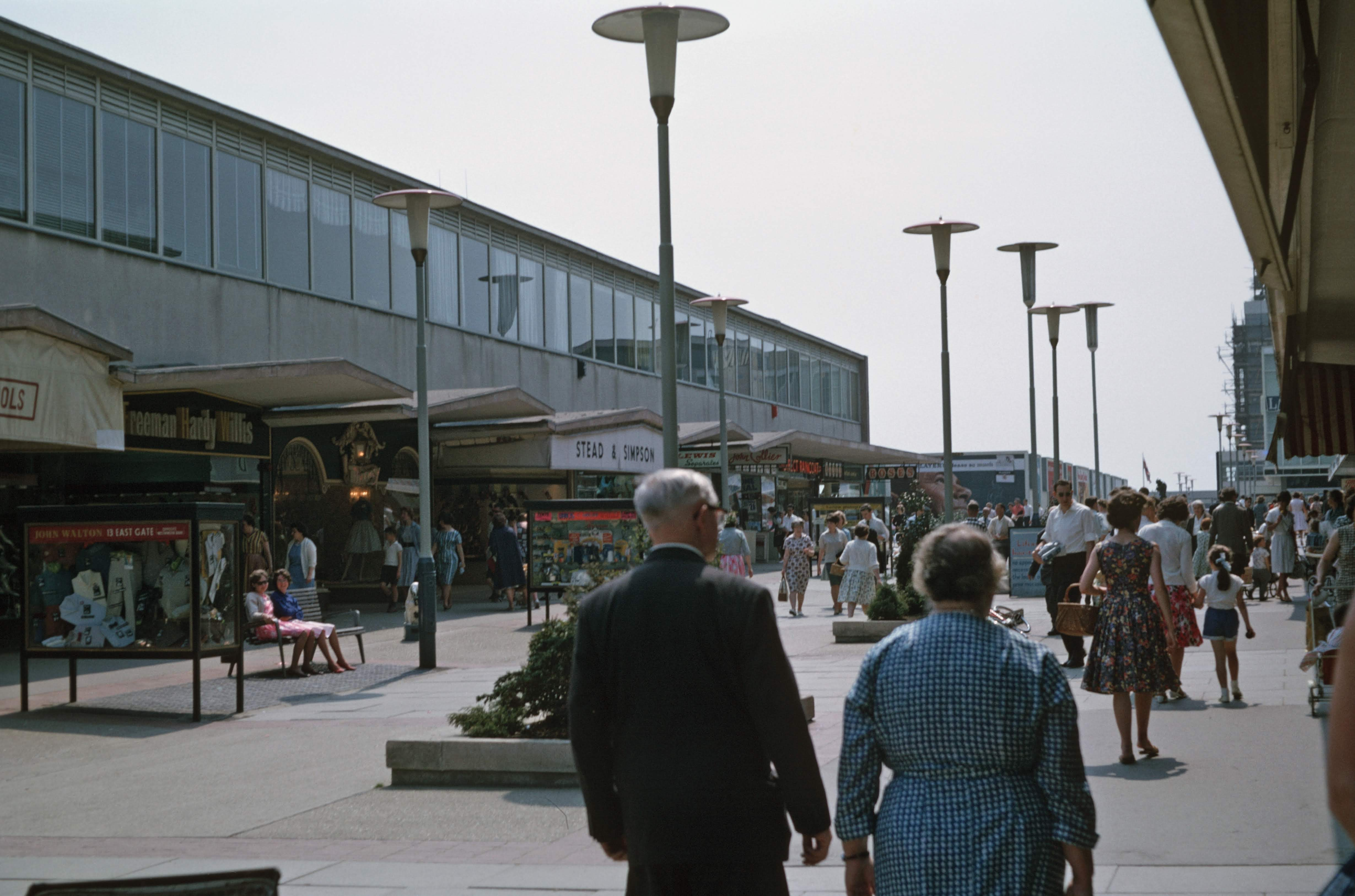
1963年6月時所攝的哈洛購物中心
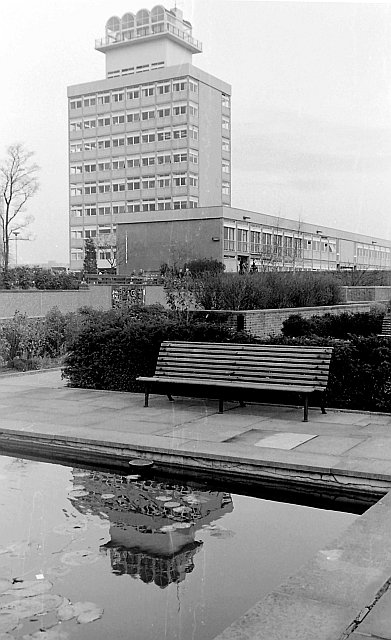
昔日的哈洛鎮政廳
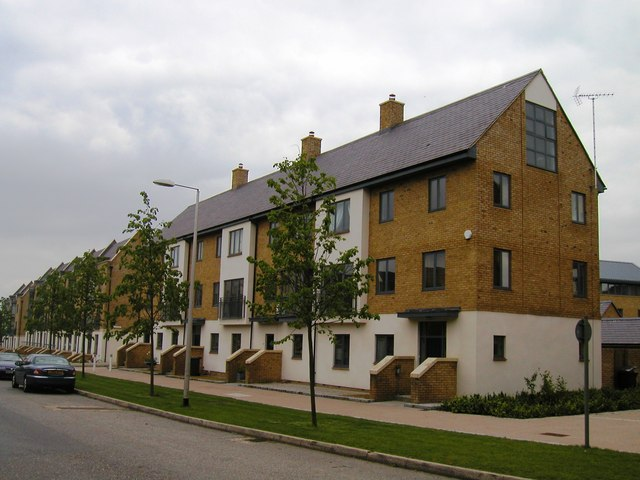
鎮上的新落成屋苑
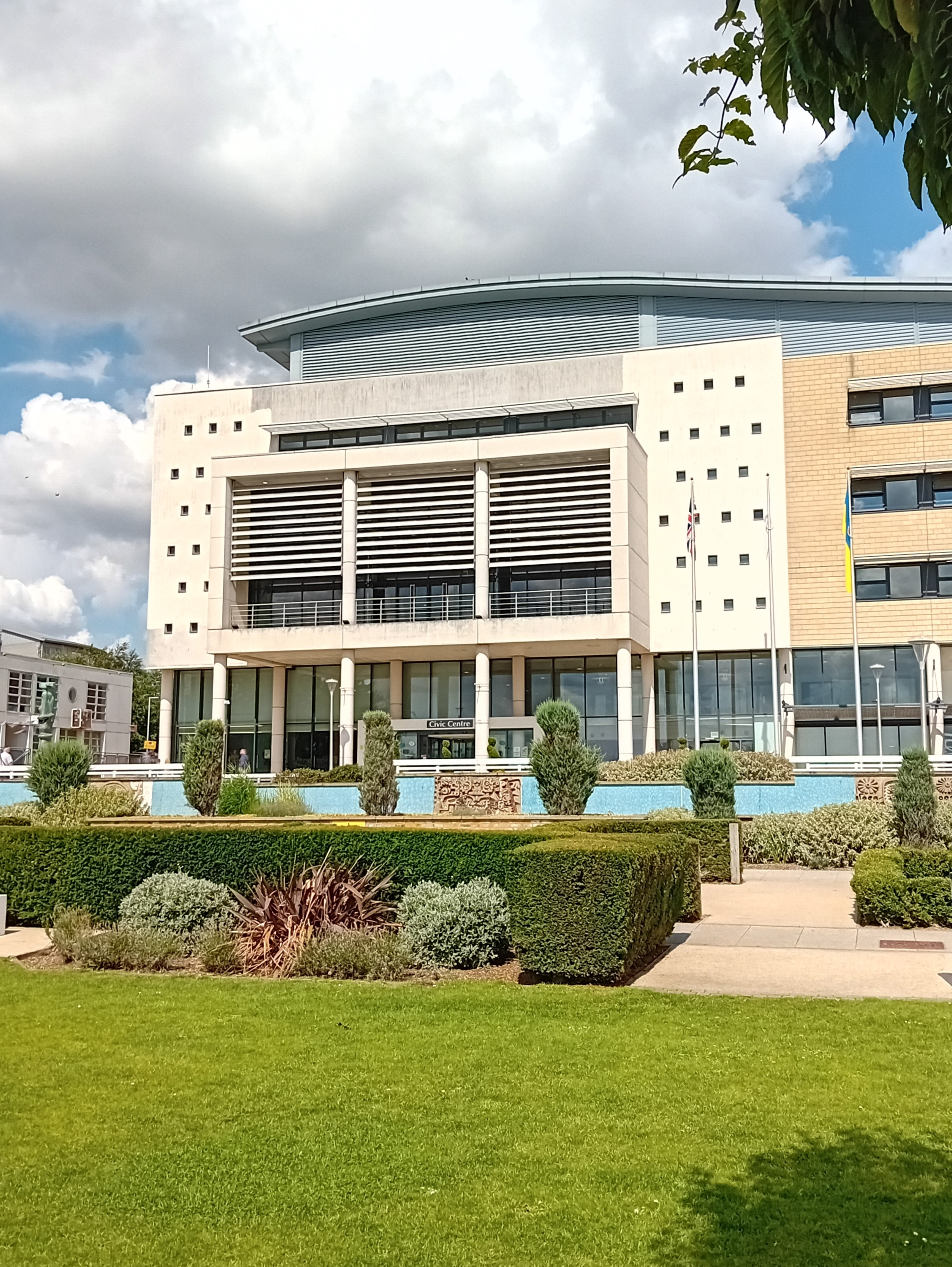
哈洛市民中心，攝於2023年

## 環境
哈洛新市鎮的一大特色是綠地；該鎮有三分之一以上的面積為綠地或設有公共人行道的田地。哈洛轄區有達21%的面積被納入倫敦綠帶圈。
哈洛鎮公園位於哈洛主要購物區東北側、哈洛鎮火車站南側，佔地約66公頃，是英國最大的市鎮公園之一。公園內有數個花園、演奏台、滑板公園、嬉水池、數個遊樂場、野餐桌和洗手間。此外，公園西北角設有農場動物園，裡面有雞、天竺鼠、駱駝和馴鹿。該公園最初設有一個游泳池，但於2004年被拆除。

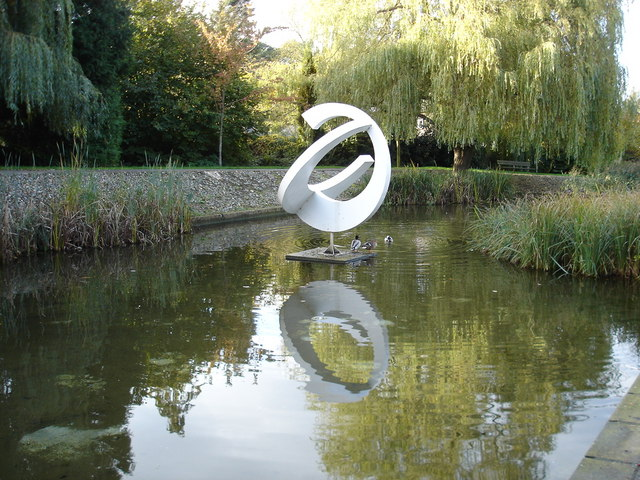
哈洛鎮公園內的池塘
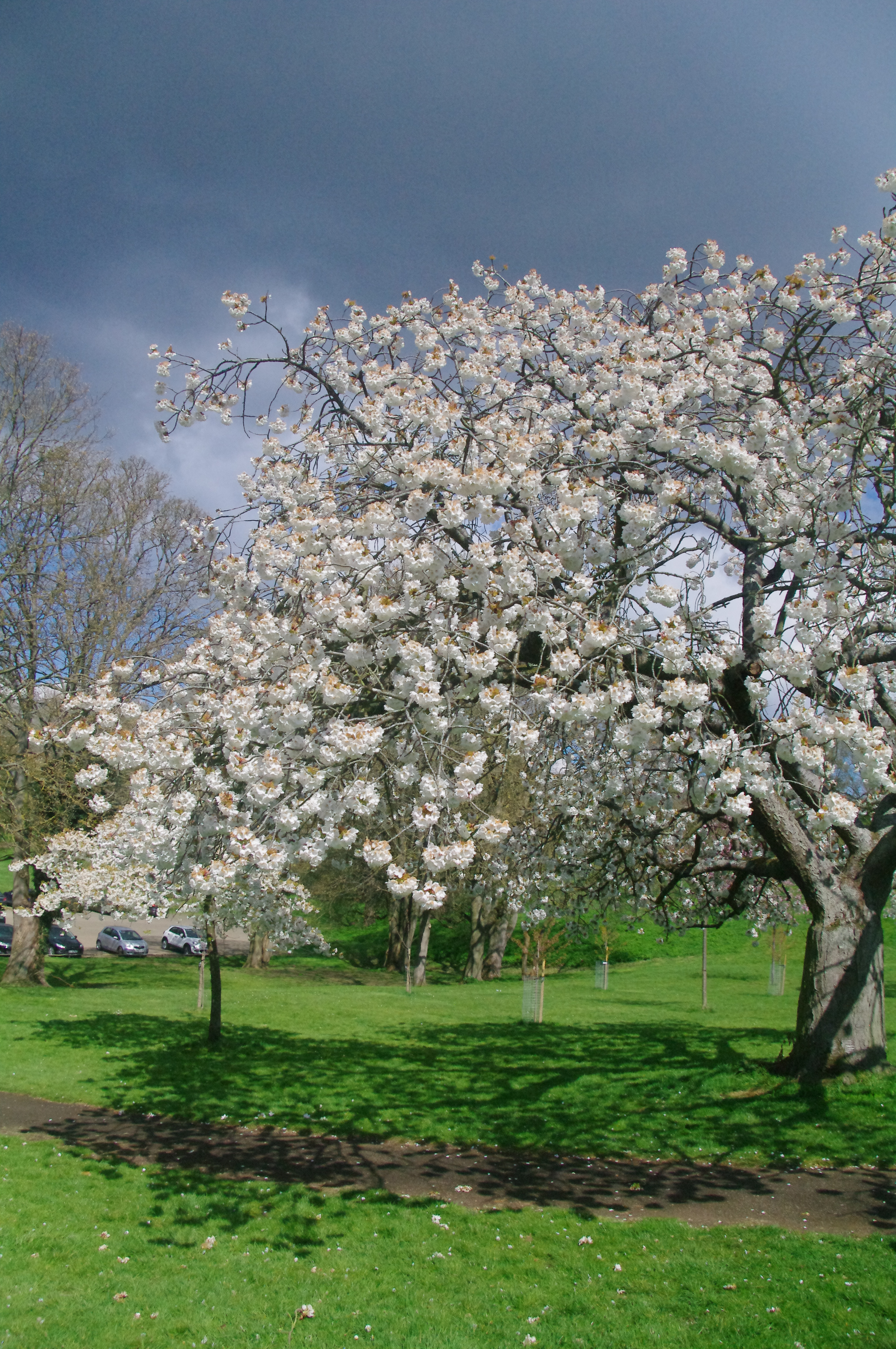
哈洛鎮公園盛開的櫻花，攝於2021年4月
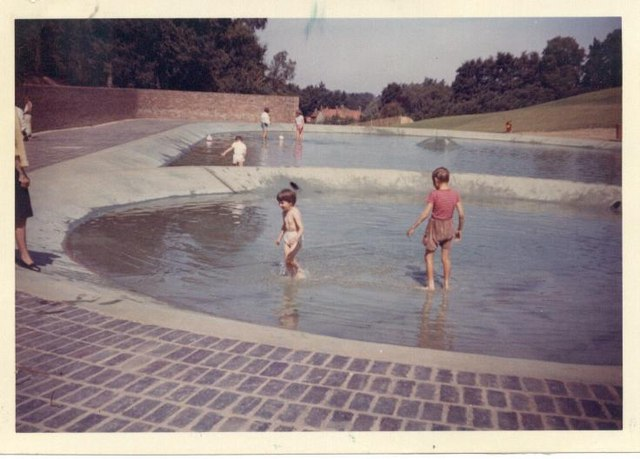
1964年、小孩在哈洛鎮公園原有的嬉水池玩耍
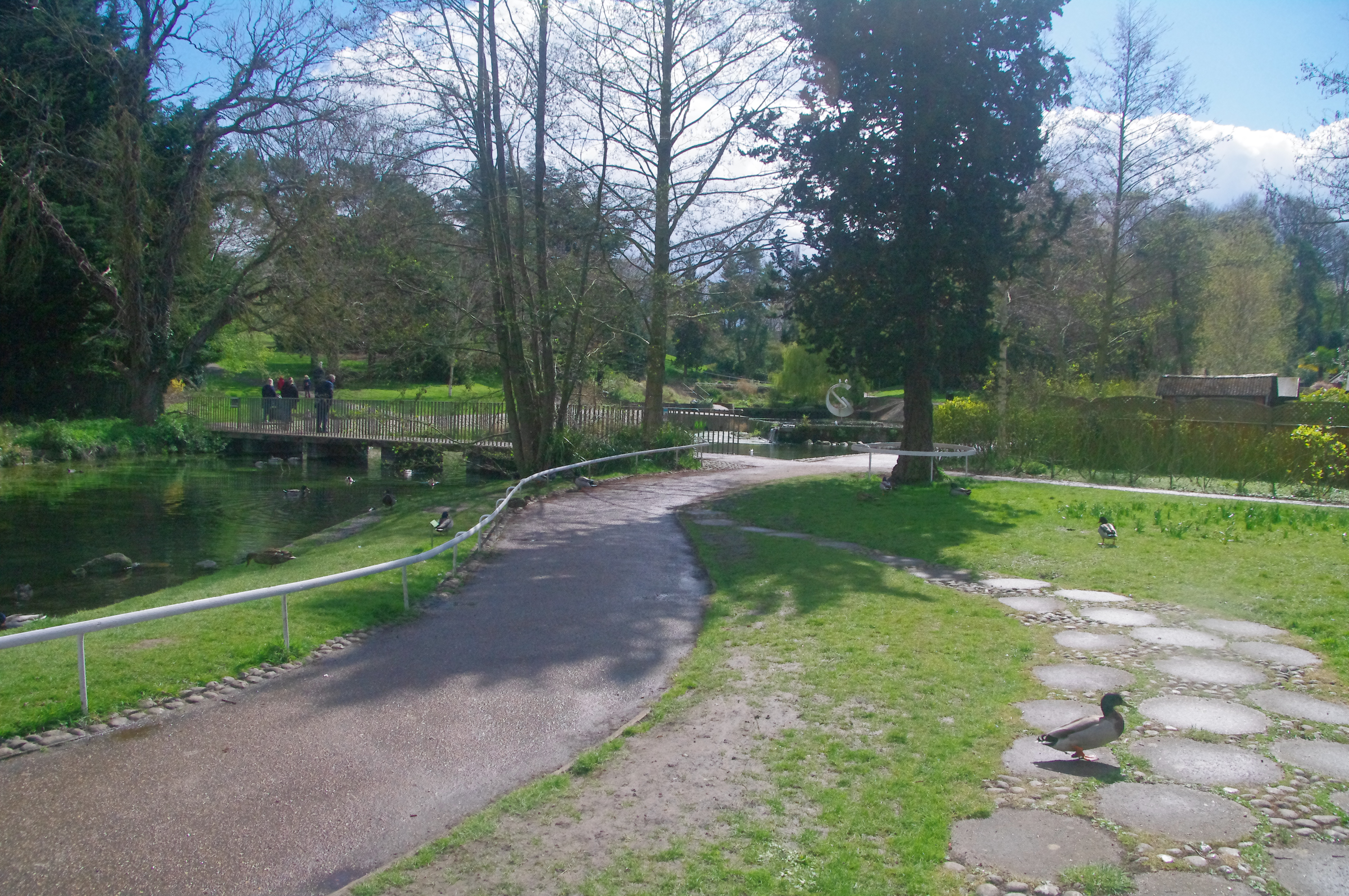
哈洛鎮公園的步道
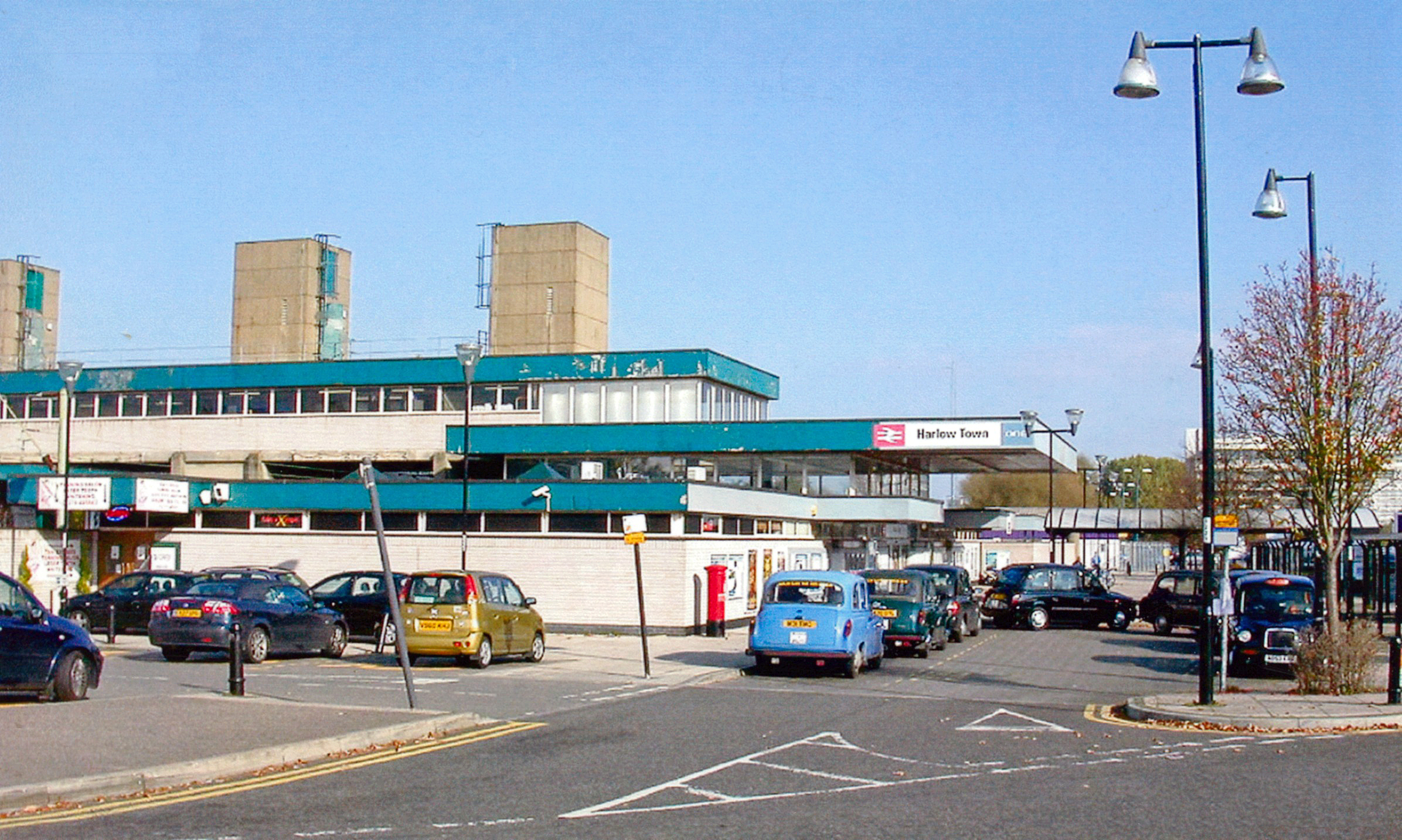
2007年時的哈洛鎮站

## 交通

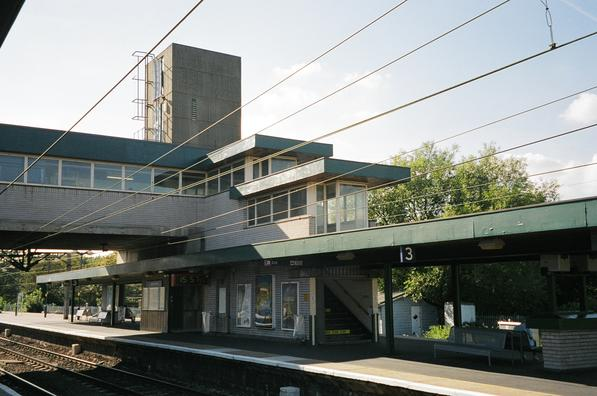
哈洛鎮站3號月台

### 鐵路
哈洛有兩個火車站：哈洛鎮站和哈洛磨坊站；兩站均由來往倫敦利物浦街車站和劍橋站之間的列車服務。哈洛鎮站也是斯坦斯特德快線的一個站點，提供倫敦和斯坦斯特德機場之間的頻繁服務。服務於這兩個車站的所有列車均由大盎格利亞鐵路客運公司運營。
截至2024年6月，兩站平日非繁忙時段的每小時班次如下:

#### 哈洛鎮站
- 4班 往倫敦利物浦街 （2班為斯坦斯特德快線、1班為半快速列車、1班為站站停列車）
- 2班 往畢曉普斯托福德
- 2班 往斯特拉福德
- 2班 往斯坦斯特德機場
- 2班 往劍橋北（1班為半快速列車、1班為站站停列車）

#### 哈洛磨坊站
- 1班 往倫敦利物浦街
- 1班 往畢曉普斯托福德
- 1班 往斯特拉福德
- 1班 往劍橋北

逢週一至五，每日亦有一對來往倫敦利物浦街和伊利停靠哈洛鎮站和哈洛磨坊站。
從市中心到位於倫敦地鐵中央線上的埃平站也有頻繁的巴士服務。

### 巴士
哈洛轉運站是該鎮廣泛公車網絡的焦點，也是當地的區域樞紐。目前的轉運站建於 2001 年至 2003 年間，內有 15 個月台和一個小型遊客資訊中心。
2022 年 7 月，哈洛市議會公佈了耗資 1,500 萬英鎊徹底重建轉運站的計劃，同時也建造一個全新的綜合交通和自行車樞紐。此專案的規劃許可於 2023 年 1 月獲得批准，並將於 2024 年 5 月開始動工。
當地大部分巴士路線均由Arriva赫特福德與埃塞克斯分部提供。Arriva亦營運來往哈洛和希斯羅機場（中途停靠哈特福及沃特福德）的綠線724號巴士。

### 機場
距離哈洛最接近的機場為倫敦斯坦斯特德機場。

## 衛生保健

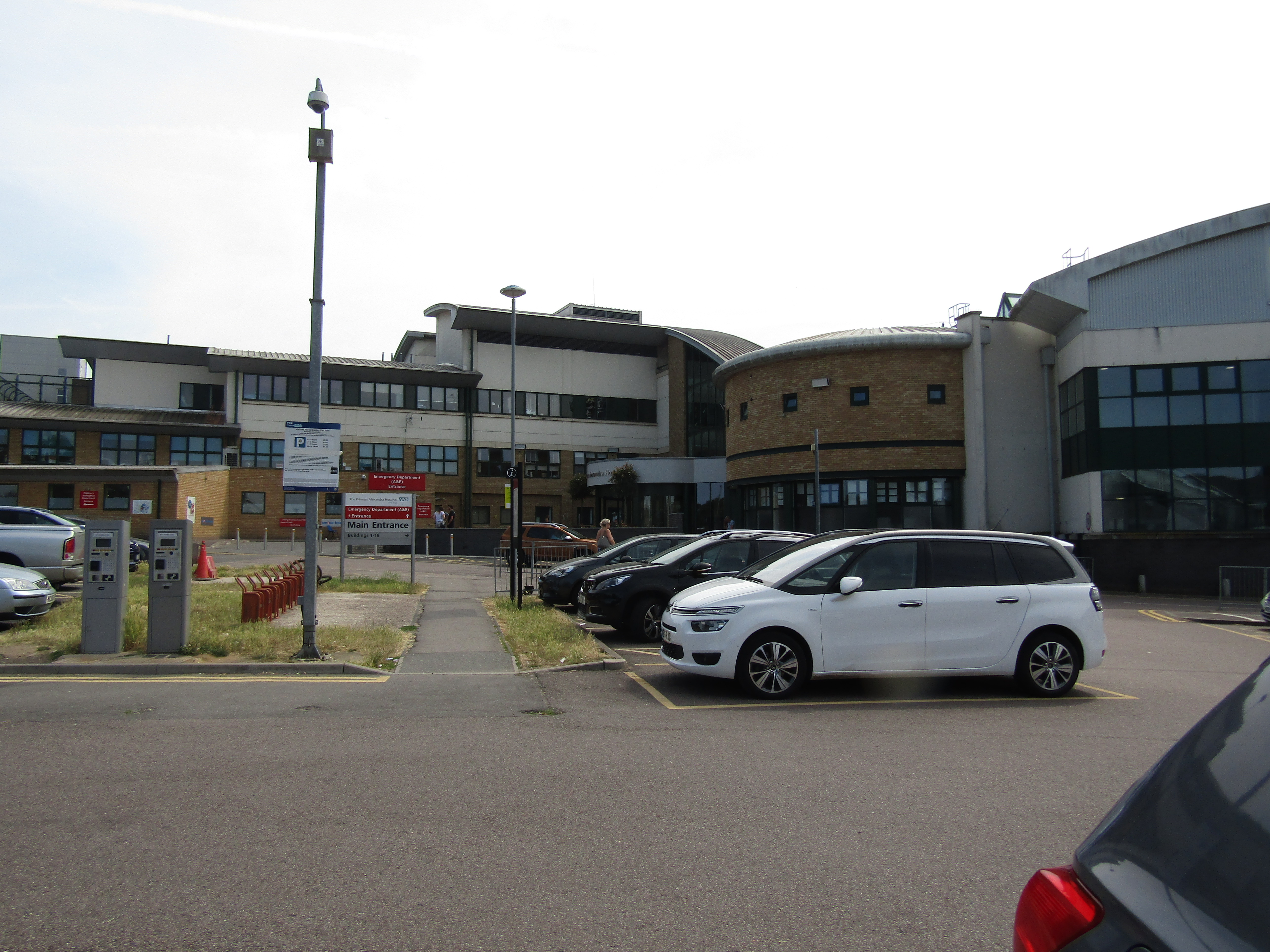
亞歷山德拉公主醫院

哈洛由國民保健署亞歷山德拉公主醫院提供服務，該醫院位於哈洛主要購物區的邊緣，並設有 24 小時急診和緊急護理中心。
醫院重建計畫於 2019 年首次提出。2023 年 5 月，作為 200 億英鎊承諾的一部分，英國政府宣布將於 2030 年重建該設施。。工黨在2024年英國大選中獲勝後，重建計劃目前正處於審查之中。